# Бранислав Простран
Бранислав Простран (Задар, 1976) је српски политичар, председник Извршног одбора Српске напредне странке и бивши председник Општине Земун. На ту функцију је изабран 23. јула 2009. године, испред коалиције СНС са листама СПС-ПУПС-ЈС и ДСС-НС.
Рођен је у Задру 1976. године, а након хрватске операције Олуја и слома Републике Српске Крајине, дошао је у Србију и населио се у земунском насељу Плави Хоризонти. Као кадар Српске радикалне странке, у претходним сазивима је општински одборник и менаџер општине Земун. По занимању је дипломирани менаџер, а ради као приватни предузетник.